# Xlapak

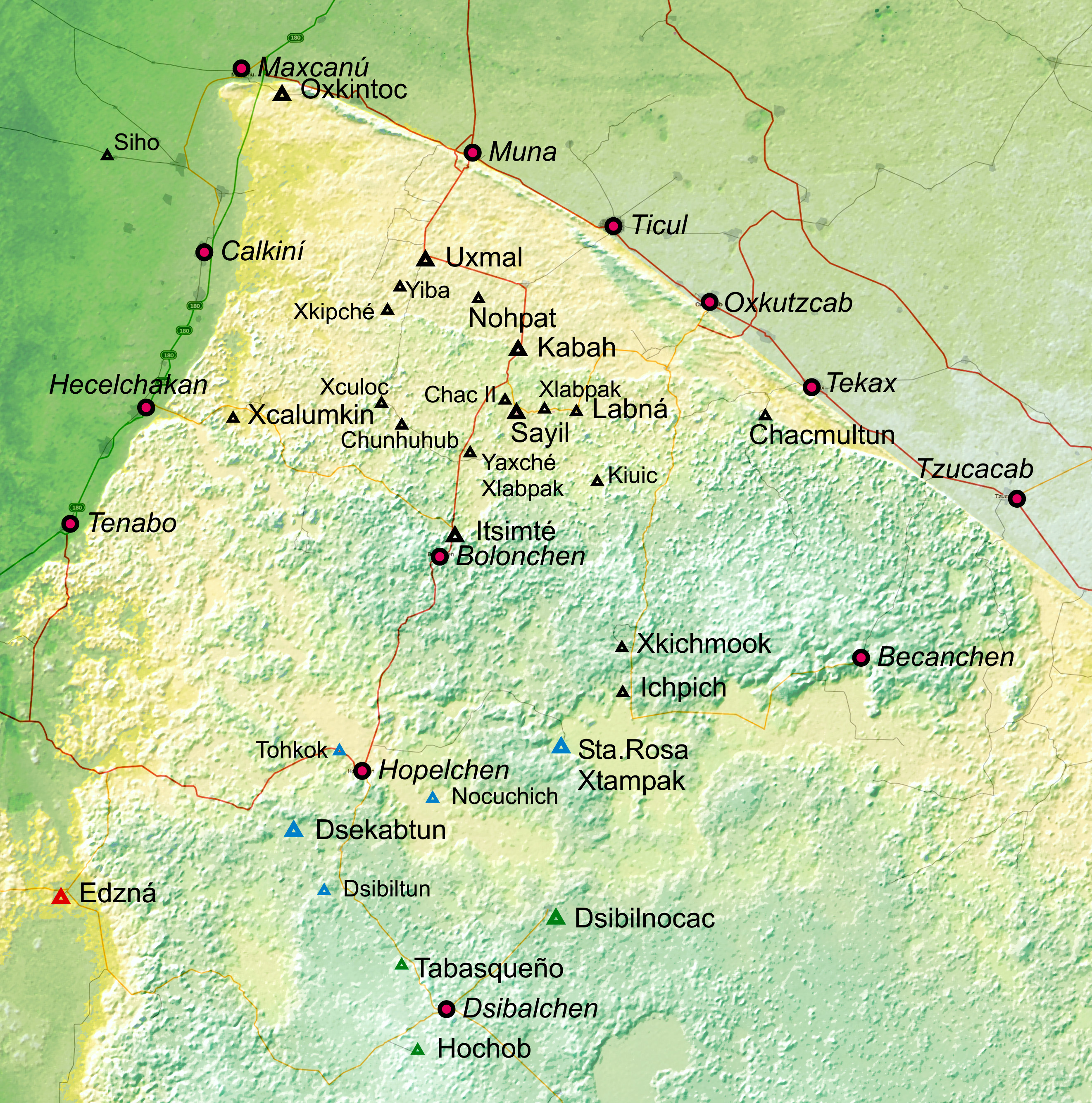
Sitios importantes de los estilos Puuc (negro), Chenes (verde) y transitorio (azul).

Xlapak, o Xlabpak (en lengua maya lugar viejo, también, paredes viejas), es un yacimiento arqueológico perteneciente a la cultura maya, situado a 110 km de la ciudad de Mérida, en el estado de Yucatán, (México), dentro de la denominada región Puuc, entre los sitios de Sayil y Labná.
Xlapac vivió su máximo esplendor entre el 600 y el 1000 d. C.. Sus habitantes, como la mayoría de los mayas, se dedicaban al cultivo de la tierra, eran profundamente religiosos y adoraban a Chaak, dios de la lluvia.
Es un sitio que contiene importantes edificaciones, destacando una, muy decorada, que presenta mascarones del dios Chaak.